# جان زاك
جان زاك (بالتشيكية: Jan Zach)‏ هو عازف الأرغن وملحن تشيكي، ولد في 13 نوفمبر 1699 في Čelákovice ‏ في التشيك، وتوفي في 24 مايو 1773 في إلفانغن في ألمانيا.

## وصلات خارجية
- جان زاك على موقع ميوزك برينز (الإنجليزية)
- جان زاك على موقع ديسكوغز (الإنجليزية)